# Miljenko Cvitković
Miljenko Cvitković, bosanskohercegovski komunist, španski borec, prvoborec, partizan in narodni heroj, * 1914, † 1943.

## Življenjepis
Cvitković je padel med bitko za Sutjesko.